# Ludwig Jeep
Ludwig August Jeep (* 12. August 1846 in Wolfenbüttel; † 4. Januar 1911 in Königsberg (Preußen)) war ein deutscher klassischer Philologe, der als Gymnasial- und Hochschullehrer (1893–1910 ordentlicher Professor) in Königsberg wirkte. Er ist besonders durch Untersuchungen und textkritische Beiträge zu den Kirchenvätern, den Grammatikern und dem spätantiken Dichter Claudian hervorgetreten.

## Leben
Ludwig Jeep stammte aus einer seit dem 17. Jahrhundert in der Gegend von Dransfeld ansässigen Familie. Seine Tante Auguste Johanne Friederike geb. Jeep war die Mutter des Schriftstellers Wilhelm Raabe, sein Vater Justus Jeep (1799–1884) war Lehrer in Holzminden, später Gymnasialdirektor in Wolfenbüttel. Ludwig August Jeep war das jüngste der zehn Kinder von Justus Jeep und seiner Frau Emilie geb. Kloz, der Tochter eines Bergassessors in Halle.
Der musisch begabte Ludwig entdeckte schon früh seine Neigung zur Altertumswissenschaft. Er besuchte das Gymnasium zu Wolfenbüttel und verließ es 1865 mit dem Reifezeugnis, um in Göttingen Klassische Philologie zu studieren. Hier wurde er ein Schüler von Hermann Sauppe und Ernst Curtius, der ihn anregte, an die Universität Leipzig zu wechseln. Dort wurde er in das königliche philologische Seminar aufgenommen und vom Sprachwissenschaftler Georg Curtius und dem Textkritiker Friedrich Ritschl entscheidend geprägt. Der Pädagoge Friedrich August Eckstein nahm ihn als ordentliches Mitglied in sein pädagogisches Seminar auf. Nach einigen Monaten Vorbereitung in der Herzog August Bibliothek Wolfenbüttel wurde Jeep in Leipzig 1869 mit der Dissertation Quaestiones criticae ad emendationem Claudiani panegyricorum spectantes promoviert und bestand am 22. Januar 1870 das Erste Staatsexamen für das Lehramt an Gymnasien.
Nach dem Studium begab sich Jeep auf Forschungsreisen nach München, Venedig, Florenz, Rom, Neapel, Montecassino, Perugia, Verona und Mailand. Seine Recherchen in den Bibliotheken dieser Städte brachten zahlreiche Neufunde ans Licht, die er an Theodor Mommsen, Heinrich Keil und Ernst Ludwig Dümmler in Deutschland weitergab. Sein älterer Bruder Anton Rudolf Jeep (1844–1911), der damals als Prediger an der preußischen Botschaft arbeitete, führte ihn in die Gesellschaft zu Rom ein. Hier lernte Jeep den Kollegen Adolf Philippi kennen, mit dem ihn eine langjährige Freundschaft verband.
Zum 1. Oktober 1871 nahm Jeep eine Stelle an der Thomasschule zu Leipzig an, die damals von seinem ehemaligen Lehrer Eckstein geleitet wurde. Jeep wurde 1874 zum Oberlehrer befördert und heiratete Ida Warburg. Er unternahm zwei weitere Reisen nach Florenz, auf denen er den Königsberger Provinzialschulrat Wilhelm Schrader kennenlernte. Dieser berief Jeep 1880 an das königliche Friedrichskollegium in Königsberg. 1883 habilitierte sich Jeep an der Königsberger Universität und hielt dort vier Jahre lang neben seiner Schultätigkeit Vorlesungen, ab 1886 als außerordentlicher Professor. Die Bewilligung eines etatmäßigen Extraordinariats 1887 ermöglichte ihm die Aufgabe des Lehrerberufs. Nach dem Tod des Lehrstuhlinhabers Heinrich Jordan wurde Jeep dessen Nachfolger und 1893 zum ordentlichen Professor und Leiter des philologischen Seminars und Proseminars ernannt, das er 1907 reformierte. Im akademischen Jahr 1901/1902 war er Dekan der Philosophischen Fakultät, im folgenden Jahr Rector magnificus. Am 12. Juli 1910 wurde Jeep in Anerkennung seiner Verdienste zum Geheimen Regierungsrat ernannt, musste aber aus Gesundheitsgründen die Lehrtätigkeit kurz darauf aufgeben. Trotz eines ernsten inneren Leidens blieb er Mitdirektor des Seminars und wurde in die Prüfungskommission gewählt. Am 4. Januar 1911 starb er nach längerer Krankheit; gemäß seiner Verfügung wurde er in Hamburg, der Geburtsstadt seiner Frau, eingeäschert.

## Leistungen
Ludwig Jeep hat die Klassische Philologie durch seine Schriften wie durch seine Königsberger Schüler beeinflusst, deren zahlreiche Dissertationen sich mit den lateinischen Rhetoren, Dichtern und Grammatikern beschäftigen. Der Einfluss seines Lehrers Ritschl zeigt sich in der Konzentration auf die Textkritik.
In seiner Dissertation bereitete Jeep die erste kritische Edition des Epikers Claudian vor. Dessen Epos De raptu Proserpinae erschien 1874 als Sonderausgabe in Turin und war Jeeps italienischen Bekannten gewidmet. Theodor Mommsen ließ bei Wilhelm Henzen in Rom anfragen, ob Jeep die Schriften Claudians für die Monumenta Germaniae Historica (MGH) herausgeben würde. Zu dieser Zeit aber hatte Jeep sich schon bei Teubner in Leipzig zu einer Ausgabe verpflichtet, die 1876 und 1879 in zwei Bänden erschien. Obwohl mit dieser Ausgabe die Grundlage für die Beschäftigung mit dem Dichter geschaffen war, wurde sie einige Jahre später durch die MGH-Ausgabe von Theodor Birt (MGH 10, 1893) ersetzt.
Neben vielen Einzelarbeiten, die sich textkritisch wie quellenhistorisch mit Homer, Peisandros, Sophokles, Thukydides, Xenophon und Demosthenes beschäftigen, konzentrierte Jeep seine Arbeit besonders auf die Kirchenväter. Sein Vorhaben, ein Hand- und Quellenbuch zur Kirchengeschichte zu verfassen, konnte er zwar nicht verwirklichen, er nahm aber ab 1884 wichtigen Einfluss auf die Erklärung der Kirchenhistoriker.